# Luiz Thunderbird
Luiz Thunderbird, de son vrai nom Luiz Fernando Duarte (né le 8 avril 1961 à São Paulo), est un compositeur et musicien brésilien, présentateur et ancien VJ de MTV Brésil. Il est également diffuseur, podcasteur, YouTubeur et DJ. Il est membre du groupe Devotos de Nossa Senhora Aparecida depuis 1986. Il est également membre de huit autres groupes : Aerosol, Tarantulas e Tarantinos, Pork-a-Light, Flaming Birds, Los Beatles Forevis, Fuck Berry and the Followers, Sub Versões et Oldsmobile Special Edition.
Son surnom lui est venu après avoir créé le groupe Devotos de Nossa Senhora Aparecida (Dévots de Notre-Dame d'Aparecida), pour lequel il trouvait « cool » le nom FThunderbird, tiré de la Ford Thunderbird. Malgré ses passages dans d'autres organismes de radiodiffusion, il s'est fait connaître pour son travail à MTV Brésil. Il avait une phrase célèbre : « se é que você me entende » (« si vous voyez ce que je veux dire »), qui est même reproduite par un personnage de TV Colosso inspiré par Thunder : « Thunderdog », un hommage de Luiz Ferré, le directeur du programme. Il était également un habitué de TV Colosso.
Avec le soutien des journalistes Mauro Beting et Leandro Iamin, il a écrit son autobiographie, Contos de Thunder, qui a été publiée en 2019,,.

## Biographie
Luiz Fernando Duarte est né dans le quartier de Cambuci, au centre de São Paulo. Il déménage rapidement à São Bernardo do Campo. Il est le petit-fils du militant anarchiste Hélio Negro, l'un des fondateurs du Parti communiste brésilien.
Il entre à la faculté méthodiste d'odontologie à l'âge de 17 ans, en 1979. Il obtient son diplôme à 21 ans et travaille dans ce domaine jusqu'en 1987. En 1985, il forme le groupe Aerosow, qui ne dure que six mois. La même année, il forme Neocínicos. Le vendredi saint 1986, il forme Devotos de Nossa Senhora Aparecida. De 1987 à 1990, il travaille comme rédacteur publicitaire pour les agences Afinal Propaganda et JDP Publicidade.

### Carrière à la télévision
Thunderbird fait ses débuts à la télévision sur MTV Brésil en 1990, lors de la première de la chaîne, en présentant l'émission Lado B. Il a également présenté les programmes Rockblocks, Top 10 USA, Ponto Zero et 121 Minutos. En 1992, il lance le programme CEP MTV, qui a connu un grand succès.
En 1993, le programme pour enfants TV Colosso est diffusé pour la première fois sur TV Globo, avec le personnage « Thunderdog », un hommage au VJ par le réalisateur Luiz Ferré.
En 1994, Thunderbird passe à Rede Globo, où il présente Hollywood Rock, Carnaval da Globo 94, un programme sur Fantástico et le programme musical TV Zona, diffusé entre juillet et août de la même année, avec seulement sept épisodes. Il reste à Globo jusqu'en 1995.
En 1996, il revient sur MTV pour présenter Contos de Thunder, un programme du samedi dans lequel Thunderbird commente les films du producteur trash Troma Films, qui durera 10 épisodes. La même année, Thunderbird fait un reportage pour le journal Notícias Populares, sous la tutelle du journaliste Fernando Costa Neto. En 1997, il signe un contrat avec Rede Manchete pour présenter Perdidos na Tarde,, émission diffusée jusqu'en 1998. Réalisé par Homero Salles, Perdidos na Tarde se présente comme un programme pour la famille brésilienne, un magazine de variétés populaire et une émission de télévision. Fin 1999, Thunderbird revient à MTV pour présenter l'émission Tempo MTV, qui célèbre le 10e anniversaire de la chaîne, ainsi que l'émission VJ Por 1 Dia.
En 2001, il remplace Marcos Mion dans l'émission Supernova, aux côtés du VJ Didi Wagner. En 2003, il présente l'émission Dance O Clipe. À partir de 2004, Thunderbird rejoint le département marketing de MTV et travaille sur des programmes hors antenne.
En juin 2011, Thunderbird revient sur MTV pour présenter Programa do VMB, qui rappelle les moments les plus mémorables de la cérémonie de remise des prix,.

## Discographie

### Télévision
- Top 20 MTV (1990)
- Yo! (1992)
- 121 Minutos (1992)
- Rock Blocks (1993, 2013)
- Ponto Zero (1990)
- Lado B (1990)
- TVZona (1994)
- Thunderview
- CEP MTV (1992)
- Contos de Thunder (1996)
- Perdidos na Tarde (1997)
- Tempo MTV (2000)
- VJ por um Dia (2000)
- Caça VJ (2002)
- Programa do VMB (2011)
- MTV Clássica (2012)
- Shuffle MTV (2012)
- Provão MTV (2012)
- Furo MTV (2013)
- MythBusters (2013)